# Атти, Франческо
Франческо Атти (?, Тоди, Италия — 25 августа 1361, Сорг, Франция) — итальянский кардинал. Архиепископ Корфу с 30 мая 1348 по 17 сентября 1348. Епископ Кьюзи с 17 сентября 1348 по 17 апреля 1353. Архиепископ Флоренции с 18 марта 1355 по 23 декабря 1356. Кардинал-священник с титулом церкви Сан-Маркос 23 декабря 1356.

## Биография
Франческо Атти является выходцем из города Тодди, Италия. 30 мая 1348 года Римский папа Климент VI назначил Франческо Атти архиепископом Корфу. В этом же году 17 сентября он был назначен епископом Кьюзы. 18 марта 1355 года Римский папа Иннокентий VI назначил Франческо Атти был назначен архиепископом Флоренции.
23 декабря 1356 года Римский папа Иннокентий VI избрал Франческо Атти кардиналом с титулом Сан-Марко.
25 августа 1361 года Франческо Атти умер во время эпидемии и был похоронен в церкви святого Целестина в Авиньоне.